# Skam Herred
Skam Herred var et herred i Odense Amt. Herredet hørte indtil 1662 til Odensegård Len, og derefter Odensegård Amt indtil det ved reformen af 1793 blev en del af Odense Amt.
I herredet ligger følgende sogne:
- Bederslev Sogn
- Grindløse Sogn
- Klinte Sogn
- Krogsbølle Sogn
- Nørre Højrup Sogn
- Nørre Nærå Sogn
- Skamby Sogn
- Uggerslev Sogn